# Krafla
Krafla is een vulkaan en vulkanisch systeem in het noorden van IJsland in de buurt van het Mývatn. Het systeem heeft een doorsnede van ongeveer 25 kilometer. De vulkaan zelf is 818 meter hoog en bestaat vrijwel geheel uit tefra.
Het gebied rond de Krafla is de afgelopen eeuwen meerdere malen vulkanisch actief geweest. De laatste grote eruptie van de Krafla was in de 18e eeuw gedurende een periode die ook als de Mývatnseldar (Vuren van Mývatn) bekendstaat. Deze eruptie begon in 1724 even ten westen van de Krafla-vulkaan, en leverde een krater op die Víti (hel) wordt genoemd (niet te verwarren met de Víti bij de Askja). Gedurende de volgende 5 jaar opende een serie van aardbevingen talrijke vulkanische fissuren (wederom) ten westen van Krafla bij Leirhnjúkur (Kleipiek) waar de lava bijna tot aan het dorp Reykjahlíð reikte. De rijkelijk vloeiende lava kwam bij het kerkje tot stilstand.
Víti is nu een diepe en steile krater met een doorsnee van 320 meter die deels met blauwgroen water is gevuld. Men kan in een kwartier rondom de rand lopen, wat bij regenachtig weer een forse laag kleiige blubber aan de schoenen doet groeien. Achter de krater ligt een klein solfatarenveld met warme modderpotten en stoompluimen.
Van recentere datum zijn een reeks aardbevingen tussen 1975 en 1984. Tijdens 9 erupties ontstond er een kloof van ongeveer 7,5 kilometer. De lava die hieruit kwam werd bekend als de Kröflueldar, ofwel Vuren van Krafla. Het zijn deze uitbarstingen geweest die de warme lavavelden bij Leirhnjúkur tot op heden nog doen roken. Ook ligt daar een solfatarenveld. Omdat na de laatste uitbarsting in 1984 de bodemstijging die gepaard gaat met vulkanische activiteit nog doorging werd er lange tijd geen officieel einde aan de Krafla-vuren afgegeven. In september 2024 werd dit symbolisch wel gedaan met een feestje bij de geothermische centrale. 
Ongeveer 6 kilometer ten zuiden van het Kraflagebied ligt (vlak bij de bergpas Námaskarð) Hverir. Het pastelkleurige gebied is een van de grootste solfatarenvelden van IJsland. Het ligt daar bezaaid met stoompluimen, solfataren, fumarolen en kokende modderpotten.
Sinds 1977 wordt hier door een relatief kleine elektriciteitscentrale geothermische energie gewonnen.